# Ван де Гор, Бас
Себастьян Жак Анри «Бас» ван де Гор (нидерл. Sebastiaan Jacques Henri "Bas" van de Goor; 4 сентября 1971, Осс) — нидерландский волейболист, центральный блокирующий, игрок национальной сборной в 1993—2000 годах, чемпион Игр XXVI Олимпиады в Атланте.

## Биография
Бас ван де Гор начинал заниматься волейболом в 1980 году в клубе «Овоко» города Осс. В 1988 году выступал за молодёжную сборную Нидерландов на чемпионате Европы в Италии, где она заняла 7-е место, в 1989 году был приглашён в один из сильнейших клубов страны — «Динамо» из Апелдорна.
27 декабря 1990 года Бас ван де Гор дебютировал в составе национальной сборной Нидерландов в матче международного турнира в Апелдорне против сборной Финляндии, а первые официальные игры за «оранжевых» провёл в 1993 году в розыгрыше Мировой лиги. На протяжении восьми лет был одним из ключевых игроков сборной, значительную долю очков набиравшей скоростными атаками первым темпом в его исполнении.
В 1996 году Бас ван де Гор добился главного достижения в карьере, завоевав золотую медаль на Олимпийских играх в Атланте. В финальном матче Олимпиады против сборной Италии на его счету было 13 очков и 23 отыгранные подачи. В сентябре 1996 года Бас ван де Гор был удостоен награды лучшему волейболисту Европы. В 1997 году выбран капитаном сборной Нидерландов и выиграл в её составе чемпионат Европы. На второй Олимпиаде в карьере, в Сиднее-2000, получил награду самому ценному игроку турнира. В общей сложности Бас ван де Гор провёл за сборную 295 матчей, а с 1995 года за «оранжевых» также выступал его младший брат Майк.
С 1994 года Бас ван де Гор защищал цвета ведущих клубов Италии — «Модены» и «Сислея». На протяжении значительной части карьеры спортсмену приходилось бороться с различными травмами и болезнями. Так на свой самый первый матч в итальянской лиге он вышел, скрыв от тренеров травму кисти, а в конце 2001 года после одной из тренировок «Сислея» попал в отделение интенсивной терапии в связи с тромбозом артерии. В апреле 2002 года он снова вышел на площадку в матчах плей-офф чемпионата Италии, по окончании сезона вернулся на родину.
В ноябре 2003 года Бас ван де Гор узнал, что болен сахарным диабетом 1-го типа, но продолжал играть. Последним матчем в его карьере стал поединок финальной серии голландского чемпионата между «Динамо» (Апелдорн) и «Несселанде» (Роттердам) в апреле 2005 года. Его майка с номером «12» была подвешена под сводами арены Dynamohal. В 2005—2006 годах Бас ван де Гор работал в должности технического директора «Динамо».
В 2006 году он создал Фонд Bas van de Goor Foundation, призванный повысить качество жизни диабетиков с помощью физической культуры и спорта. В 2008 году в компании из семи человек, также больных диабетом, Бас ван де Гор совершил восхождение на Килиманджаро. Подъём на вершину под наблюдением группы врачей занял пять с половиной дней, полтора дня ушло на спуск. С 2011 года спортсмены Фонда регулярно участвуют в Нью-Йоркском марафоне.
Бас ван де Гор был директором X чемпионата мира по пляжному волейболу, проходившего в 2015 году в Нидерландах.
11 ноября 2016 года появилось сообщение, что у ван де Гора обнаружена лимфома (опухоль, не способная к метастазированию). Информацию подтвердила пресс-служба Международной федерации волейбола, а позже диагноз подтвердил и сам экс-волейболист. Ван де Гор перенес восемь сеансов химиотерапии и после 5 месяцев лечения объявил, что полностью здоров.
10 ноября 2018 года Бас ван де Гор был принят в волейбольный Зал славы в Холиоке.

## Достижения

### Со сборной
- Чемпион Олимпийских игр (1996).
- Серебряный призёр чемпионата мира (1994).
- Чемпион Европы (1997), серебряный призёр чемпионатов Европы (1993, 1995).
- Победитель Мировой лиги (1996).
- Серебряный призёр Кубка мира (1995).
- Серебряный призёр Всемирного Кубка чемпионов (1997).

### В клубной карьере
- Чемпион Нидерландов (1990/91, 1992/93, 1993/94, 2002/03), серебряный призёр чемпионата Нидерландов (1991/92, 2004/05).
- Обладатель Кубка Нидерландов (1993, 1994).
- Обладатель Суперкубка Нидерландов (1993).
- Чемпион Италии (1994/95, 1996/97, 2000/01), серебряный (1998/99, 1999/00, 2001/02) и бронзовый (1995/96, 1997/98) призёр чемпионатов Италии.
- Обладатель Кубка Италии (1994/95, 1996/97, 1997/98), финалист Кубка Италии (2000/01).
- Обладатель Суперкубка Италии (1997, 2000, 2001).
- Обладатель Кубка европейских чемпионов (1995/96, 1996/97, 1997/98), финалист Лиги чемпионов (2000/01).
- Обладатель Кубка Кубков (1994/95), Кубка Top Teams (2002/03).
- Финалист Кубка CEV (1999/00).
- Обладатель Суперкубка Европы (1995).

### Индивидуальные призы
- Лучший нападающий олимпийского турнира в Атланте (1996).
- Лучший волейболист Европы (1996).
- Лучший нападающий чемпионатов Европы (1997, 1999).
- Лучший нападающий Всемирного Кубка чемпионов (1997).
- Лучший блокирующий чемпионата Европы (1999).
- MVP олимпийского турнира в Сиднее (2000).
- Участник Матчей звёзд Италии (1994, 1996, 2000, 2001).